# عماد الدين حمدان
عماد الدين عبد الله سليم حمدان (أبو ضياء؛ 5 يوليو 1967 في رام الله – ) هو كاتب فلسطيني، يشغل منذ مارس 2024 منصب وزير وزارة الثقافة ضمن حكومة محمد مصطفى. حاصل على بكالوريوس في الإدارة العامة من جامعة اليرموك، ودرجة الماجستير في التنمية المستدامة وبناء المؤسسات. ويحمل شهادات مشاركة من عدة جامعات منها جامعة أوكسفورد البريطانية.

## حياته
في 28 مارس 2024، اعتمد الرئيس محمود عباس التشكيلة الوزارية للحكومة الفلسطينية التاسعة عشرة التي يرأسها محمد مصطفى ومنحها الثقة. وفي 31 مارس 2024، أدى حمدان اليمين القانونية وزيرًا لوزارة الثقافة في مقر الرئاسة الفلسطينية بمدينة البيرة.

## حياته المهنية
شغل حمدان منصب مدير عام للجنة إعمار الخليل، ومديراً لبرنامج إحياء البلدات التاريخية مع وكالة التعاون البلجيكية (اختصارًا BTC)، كما عمل محاضراً في عدد من الجامعات المحلية، ومحاضراً ومدرباً للعلاقات العامة في العديد من المؤسسات.
هو عضو مجلس إدارة في العديد من الجمعيات والمؤسسات منها: جمعية إيكموس فلسطين، اللجنة الوطنية للمواقع التاريخية العالمية، ورئيس لجمعية أرياف للتراث، جمعية نبتو للسياحة البديلة، اللجنة الوطنية للتراث المادي واللامادي، ورئيس الهيئة الإدارية لجمعية إسكان ضاحية الزيتون بالخليل.

## مشاركاته
شارك الوزير عماد حمدان، في أعمال المؤتمر الثالث عشر لوزراء الثقافة في الدول الإسلامية، عام 2024، الذي نظم بمدينة جدة في السعودية من قبل منظمة العالم الإسلامي للتربية والعلوم والثقافة تحت عنوان «أثر الثقافة على التنمية الاجتماعية والاقتصادية». كما شارك في جلسات منتدى سان بطرسبورغ للثقافات المتحدة، الذي يُقام تحت شعار «ثقافة القرن الحادي والعشرين: السيادة أم العولمة؟»، حيث ألقى الرئيس الروسي فلاديمير بوتين كلمةً تناول فيها القيم الإنسانية وأهمية التبادل الثقافي بين دول العالم.